# Masanaga Kageyama
Masanaga Kageyama (jap. 影山 雅永, Kageyama Masanaga; * 23. Mai 1967 in der Präfektur Fukushima) ist ein ehemaliger japanischer Fußballspieler.

## Karriere

### Verein
Kageyama erlernte das Fußballspielen in der Schulmannschaft der Iwaki High School und der Universitätsmannschaft der Universität Tsukuba. Seinen ersten Vertrag unterschrieb er 1990 bei Furukawa Electric. Der Verein spielte in der höchsten Liga des Landes, der Japan Soccer League. 1990 erreichte er das Finale des JSL Cup. Mit Gründung der Profiliga J.League 1992 und der damit verbundenen Neuorganisation des japanischen Fußballs wurde Furukawa Electric zu JEF United Ichihara. Für den Verein absolvierte er 84 Erstligaspiele. 1995 wechselte er zum Ligakonkurrenten Urawa Red Diamonds. 1996 wechselte er zum Zweitligisten Brummell Sendai. Ende 1996 beendete er seine Karriere als Fußballspieler.

## Erfolge
Furukawa Electric
- JSL Cup

Finalist: 1990